# Maria Sofia de Baviera
Maria Sofia de Baviera, reina de les Dues Sicílies (Castell de Possenhofen 1841 - Múnic 1925). Era duquessa de Baviera i va ser l'última reina del Regne de les Dues Sicílies pel casament amb l'últim monarca de la Casa de Borbó-Dues Sicílies. Era la germana petita de la més coneguda Elisabet de Baviera (Sisi).

## Orígens familiars
Nascuda al Castell de Possenhofen el dia 4 d'octubre de l'any 1841 essent filla del duc Maximilià de Baviera i de la princesa Lluïsa de Baviera. La princesa era neta del primer rei bavarès, Maximilià I Josep de Baviera. Maria Sofia era cunyada de l'emperador Francesc Josep I d'Àustria.

## Casament amb Francesc II

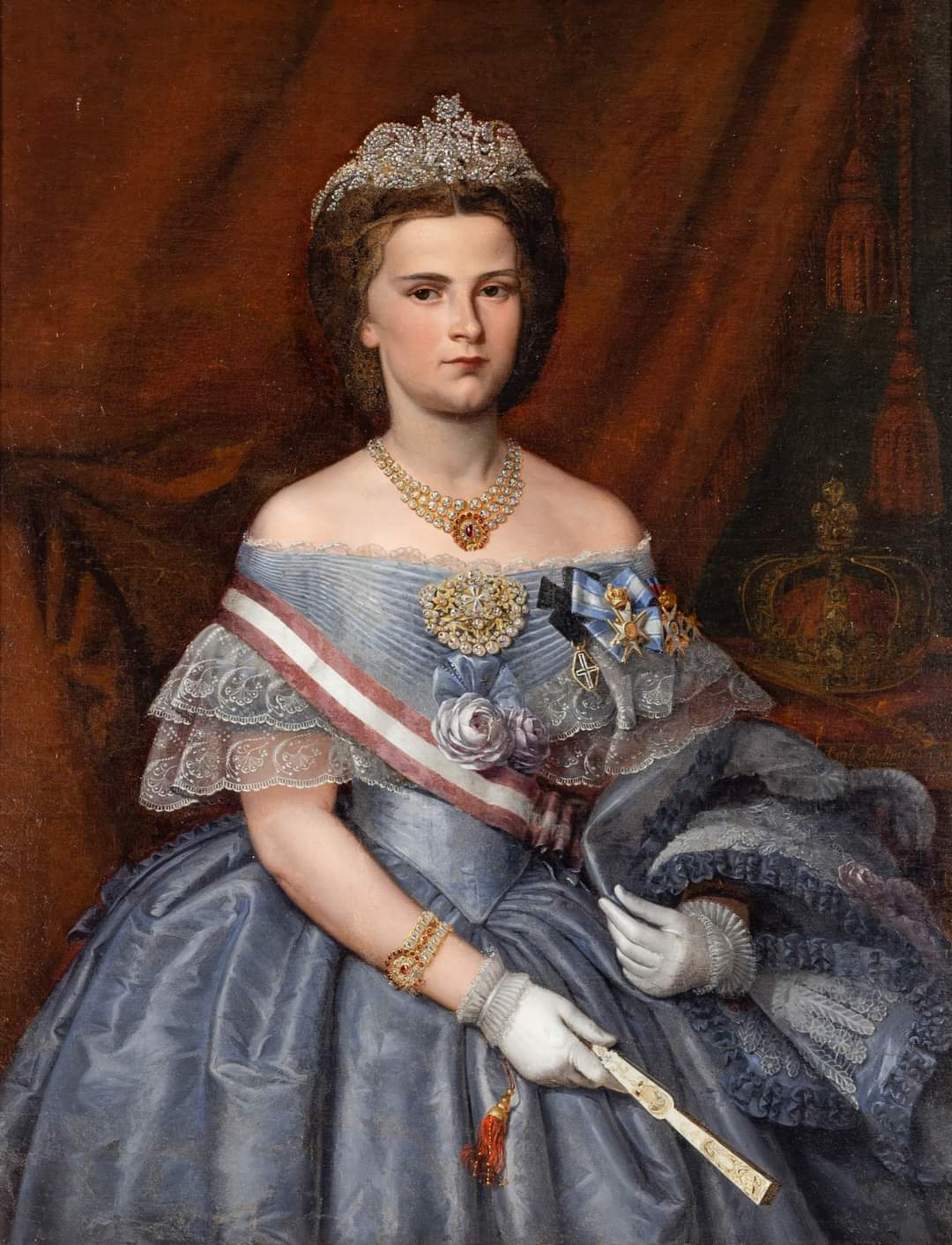
La duquessa Maria Sofia de Baviera, reina de les Dues Sicílies.

El 18 de gener de 1859 es casà per poders a Múnic amb el llavors príncep hereu de les Dues Sicílies que a partir del mes de maig del mateix any fou coronat amb el nom de Francesc II de les Dues Sicílies. Francesc era fill del rei Ferran II de les Dues Sicílies i de la princesa Maria Cristina de Savoia.
Maria Sofia arribà a Nàpols via Trieste des de Múnic i allà es casa, al Palau Reial de Portici. El regnat de Francesc fou curt, després de rebutjar una hipotètica unió amb el Piemont per ocupar els Estats Vaticans, els camises vermelles de Giusseppe Garibaldi ocuparen Sicília i Nàpols amb escassos dies. Francesc i Maria Sofia resistiren breument a Gaeta on encara controlaren durant un any el port de la ciutat i un seguit de poblacions al seu voltant.

### Vida marital i descendència
La vida marital de la jove parella fou distant en molts moments, en part per la fimosi que patia Francesc i que dificultava les relacions sexuals.
Fora del matrimoni, Maria Sofia mantingué una relació amb un aristòcrata belga a Roma l'any 1862. D'aquesta relació en nasqueren dos fills bessons (una sola nena, segons altres fonts), que foren ràpidament apartats de Maria Sofia que mai va veure els seus fills que adoptaren el nom del seu pare De Lawayss.
Confessada la infidelitat a Francesc, sembla que la relació entre ells dos millorà i fins i tot, Francesc es fa operar de lz fimosi. El mes de novembre de l'any 1869 naixia a Roma l'única filla de la parella que va morir quan tenia tres setmanes.

## L'exili
El mes de febrer de l'any 1861 Gaeta caigué, i Maria Sofia se'n va amb el seu espòs a Roma. La parella reial s'instal·laren al Palau Farnese, actual ambaixada francesa. Des de Roma, Maria Sofia intentà provocar moviments de revolta a Nàpols a favor del retorn de la casa reial borbònica. Els seus aficionats la veien com una «Joana d'Arc borbònica». Els seus oponents el 1862 van tramar una sòrdida campanya difamatòria. Van difondre fotomuntatges que la mostraven nua, en postures obscenes: fotos també enviades al papa, al rei i als tribunals de Viena i Munic. La policia papal va identificar la parella Diotallevi, fotògrafs, com els autors materials de la falsificació. Costanza Diotallevi, jutjada amb el seu marit el febrer de 1862, va dir que havia actuat en nom del Comitè Nacional Pro-Piemontès de Roma, que, al seu torn, va publicar un llibre blanc per rebutjar les acusacions.
La parella reial va abandonar Roma després de l'ocupació piemontesa de 1870 i es van instal·lar a Àustria i passaven llargues temporades a París.
El rei Francesc II de les Dues Sicílies morí a la ciutat tirolesa d'Arco l'any 1894. Maria Sofia s'instal·là a París on presidí una espècie de cort informal. Va viure en una petita vil·la prop de Neuilly, va obrir una botiga de punta al coixí a la Plaça l'Òpera i va fundar una semental per a cavalls de cursa. Després de l'assassinat del rei Humbert I d'Itàlia l'any 1900 a Monza la premsa de l'època va anar fins a sospitar de Maria Sofia de col·laborar-hi, com que solia acollir de bon grat tots els enemics de la Casa de Savoia al seu saló parisenc. Maria Sofia finançà actes d'espionatge i sabotatge en contra de les tropes italianes.
Durant la Primera Guerra Mundial, la reina es posicionà al costat dels Imperis Centrals i mostrà públicament la seva oposició al bàndol de l'Entesa en el qual hi figurava Itàlia, probablement pel desig de veure caure el nou estat italià unificat i el restabliment del Regne de les Dues Sicílies.
Maria Sofia morí a Múnic l'any 1925 després d'una llarga vida de tragèdies personals. D'una banda, l'assassinat de la seva germana, l'emperadriu Elisabet d'Àustria, la mort d'una altra germana en l'incendi d'uns grans magatzems a París i la caiguda tant de la monarquia bavaresa com de l'austríaca i la de les Dues Sicílies.